# Jadova
Jadova je rijeka u Ličko-senjskoj županiji.

## Odlike
Rijeka Jadova izvire kod Gornje Ploče iz malog planinskog jezera, koje se nalazi ispod Pločanskog klanca. Najveći je pritok rijeke Like.
U Gornjoj Ploči rijeka teče krivudavo u smjeru juga i zamočvaruje okolno zemljište između sela Ploča i Vranik gdje naglo mijenja smjer prema sjeverozapadu obavijajući selo Ploča i dalje teče prema Donjoj Ploči i Mogoriću. Putujući svojim riječnim tokom kroz ravno Bjelopolje i sjevernim rubnim dijelom Ličkog polja, od istoka prema zapadu, Jadova povezuje Ploču sa selima: Mogorić, Pavlovac Vrebački, Zavođe, Vrebac i Barlete, a kod Kulice utječe u rijeku Liku. 
Uz izvorno jezero, u Jadovu utječu potoci sa sjevera iz Srednje Gore, a iz sela Mutilić se u nju ulijeva potok Mutilić. U selu Vranik u Jadovu se ulijeva potok Grabovac. Na području mogorićkog atara u Jadovu utječu potoci Kovačica i Pločica. Kovačica je osjetno bogatija vodom od Pločice. Na sjevernom dijelu Jadove, ispod Sredogorja, pojavljuju se izvori čija se voda slijeva prema Jadovi. Oni su, međutim, kratkog toka i u sušama većina presušuje. Kad su oborine obilnije i vodostaj visok, Jadova ima puno vode, ali u sušnijim razdobljima, njen vodostaj je vrlo nizak, zbog čega i nosi epitet Jaruga.

## Naziv
Naziv je vjerojatno dobila po jednoj od narodnih predaja. Za vrijeme turske vladavine Likom, beg Alaga Vrebo je imao sina, koji je često odlazio na obalu rijeke. Jednog dana nesretni dječak se utopio. Njegova majka je, navodno, svakog dana odlazila do rijeke i stalno plakala i jadikovala. Tako je po njenom jadikovanju rijeka i dobila današnje ime. Također po narodnoj predaji, ova se rijeka u dalekoj prošlosti nazivala Milava. Pločani, kao i mještani sela kroz koja i protječe, češće je zovu Jaruga. Jaruga je zovu jer za vrijeme ljetnih sušnih perioda u njoj nema vode.

## Ribe
Jadova je poznata po dvije endemske vrste riba koje ima samo u njoj. To su jadovska gaovica i jadovski vijun, poznat u selu pod imenom cijuk,  jer cijuče kad se izvadi iz vode. Tu je još bila i potočna pastrva koja je danas gotovo izumrla, iako je pronalazak pokojeg primjerka moguć. Od ostalih vrsta koje su naseljene su sunčanica, karas, linjak, klen, žutooka, crvenperka, šaran i možda koja kalifornijska pastrva. Nekada je bilo i rakova.
Jadovski vijun (latinski: Cobitis jadovensis) otkriven je 2006. godine u rijeci. Živi u izoliranom staništu posebno osjetljivom na ljudski utjecaj. Vijun je mala riba, duga do 10 cm, vitkog je i izduženog tijela. Tijelom dominiraju nizovi uzdužnih pjega. Živi samo u ovoj rijeci. Za sušnog razdoblja preživljava u podzemlju.
U rijeci živi endemski jadovska gaovica (latinski: Delminichthys jadovensis), gdje je i otkriven. Postoji i krbavska gaovica (latinski: Delminichthys krbavensis) otkrivena je u Vukovoj izvor – pećini na području Krbavskog polja. Pijori su dugački od 7 do 10 centimetara i nastanjuju uska područja u slijevovima dinarskih rijeka, mahom jadranskog slijeva. Oba su, kao i sve gaovice, relikti, tj. preživjele su geološke i klimatske promjene tijekom niza ledenih doba prije nekoliko stotina tisuća godina. Te su ih promjene ograničile na usko područje krških rijeka, a najveći dio godine provode u podzemnim vodama s kojima su te rijeke u vezi. Ključni dio života provodile su u sezonskim blatima koja nastaju od potapanja krških polja. Izgradnje hidroelektrana i umjetnih jezera uveliko su onemogućile prirodni krug života gaovica.
Zbog ljetnih suša i presušivanja rijeke mnoge vrste izumiru, a ljeta postaju sve sušnija i toplija.

## Galerija
|  | Zajednički poslužitelj ima još gradiva o temi Jadova |

- Kod Graovčeve pećine, Zavođe
- Plandište, Vrebac
- Ćorinac, Vrebac
- Mostište, Vrebac
- Kod Ćelemijskog mosta, Vrebac
- Ćelemijski most, Vrebac
- Kod Đurđeve grede, Vrebac
- Ćelemije, Vrebac
- Pogled s Mosta Popovića, Vrebac
- Most Popovića, Vrebac
- Ostaci mlinice Popovića, Vrebac
- Kod mlinice Popovića, Vrebac